# Švedska hokejska liga
Švedska hokejska liga (švedsko Svenska hockeyligan) je najvišja hokejska liga na Švedskem, ki poteka od sezone 1921/22 pod vodstvom Hokejske zveze Švedske. Najuspešnejši klub je Djurgårdens IF s šestnajstimi naslovi švedskega državnega prvaka, od tega šestimi zapored. 

## Ime tekmovanja
- 1921/22 - 1926/27: Klass I
- 1927/28 - 1934/35: Elitserien
- 1935/36 - 1943/44: Svenska serien
- 1944/45 - 1974/75: Division 1
- 1975/76 - 2012/13: Elitserien
- 2013/14 - danes : Svenska hockeyligan

## Prvaki po sezonah
| - 1921/22: IK Göta - 1922/23: IK Göta - 1923/24: IK Göta - 1924/25: Södertälje SK - 1925/26: Djurgårdens IF - 1926/27: IK Göta - 1927/28: IK Göta - 1928/29: IK Göta - 1929/30: IK Göta - 1930/31: Södertälje SK - 1931/32: Hammarby IF - 1932/33: Hammarby IF - 1933/34: AIK IF - 1934/35: AIK IF - 1935/36: Hammarby IF - 1936/37: Hammarby IF - 1937/38: AIK IF - 1939/40: IK Göta - 1940/41: Södertälje SK - 1941/42: Hammarby IF - 1942/43: Hammarby IF - 1943/44: Södertälje SK - 1944/45: Hammarby IF - 1945/46: AIK IF | - 1946/47: AIK IF - 1947/48: IK Göta - 1949/50: Djurgårdens IF - 1950/51: Hammarby IF - 1952/53: Södertälje SK - 1953/54: Djurgårdens IF - 1954/55: Djurgårdens IF - 1955/56: Södertälje SK - 1956/57: Gävle IK - 1957/58: Djurgårdens IF - 1958/59: Djurgårdens IF - 1959/60: Djurgårdens IF - 1960/61: Djurgårdens IF - 1961/62: Djurgårdens IF - 1962/63: Djurgårdens IF - 1963/64: Brynäs IF - 1964/65: Västra Frölunda IF - 1965/66: Brynäs IF - 1966/67: Brynäs IF - 1967/68: Brynäs IF - 1968/69: Leksands IF - 1969/70: Brynäs IF - 1970/71: Brynäs IF - 1971/72: Brynäs IF | - 1972/73: Leksands IF - 1973/74: Leksands IF - 1974/75: Leksands IF - 1975/76: Brynäs IF - 1976/77: Brynäs IF - 1977/78: Skellefteå AIK - 1978/79: MODO Hockey - 1979/80: Brynäs IF - 1980/81: Färjestads BK - 1981/82: AIK IF - 1982/83: Djurgårdens IF - 1983/84: AIK IF - 1984/85: Södertälje SK - 1985/86: Färjestads BK - 1986/87: IF Björklöven - 1987/88: Färjestads BK - 1988/89: Djurgårdens IF - 1989/90: Djurgårdens IF - 1990/91: Djurgårdens IF - 1991/92: Malmö IF - 1992/93: Brynäs IF - 1993/94: Malmö IF - 1994/95: HV 71 - 1995/96: Luleå HF | - 1996/97: Färjestads BK - 1997/98: Färjestads BK - 1998/99: Brynäs IF - 1999/00: Djurgårdens IF - 2000/01: Djurgårdens IF - 2001/02: Färjestads BK - 2002/03: Västra Frölunda HC - 2003/04: HV 71 - 2004/05: Västra Frölunda HC - 2005/06: Färjestads BK - 2006/07: MODO Hockey - 2007/08: HV 71 - 2008/09: Färjestads BK - 2009/10: HV 71 - 2010/11: Färjestads BK - 2011/12: Brynäs IF - 2012/13: Skellefteå AIK - 2013/14: Skellefteå AIK - 2014/15: Växjö Lakers HC - 2015/16: Frölunda HC - 2016/17: HV 71 - 2017/18: Växjö Lakers HC |

## Prvaki po številu naslovov
| Klub               | Št. naslovov |
| ------------------ | ------------ |
| Djurgårdens IF     | 16           |
| Brynäs IF          | 13           |
| IK Göta            | 9            |
| Färjestads BK      | 9            |
| Hammarby IF        | 8            |
| AIK IF             | 7            |
| Södertälje SK      | 7            |
| HV 71              | 4            |
| Leksands IF        | 4            |
| Västra Frölunda HC | 3            |
| Skellefteå AIK     | 3            |
| Malmö IF           | 2            |
| Modo Hockey        | 2            |
| IF Björklöven      | 1            |
| Gävle IK           | 1            |
| Luleå HF           | 1            |